# Sodoma
Ne doit pas être confondu avec Le Sodoma.
Enquête au cœur du Vatican
Sodoma : Enquête au cœur du Vatican est un livre de Frédéric Martel, édité en français chez Robert Laffont et sorti simultanément en huit langues en février 2019,. L'ouvrage est publié sous le titre In the Closet of The Vatican en anglais et en portugais.

## Contexte
Cet ouvrage, selon l'auteur, est basé sur nombre de témoignages concordants émanant respectivement de 41 cardinaux, 52 évêques et 45 nonces apostoliques,, le contenu de l'ouvrage lève un pan du voile prévalant sous forme de tabou au sein de l'Église catholique romaine.
Selon l'auteur, une majorité écrasante de prêtres et évêques en poste au Vatican — dont plusieurs prélats qui, paradoxalement, tiendraient les discours traditionnels les plus virulemment homophobes — auraient des tendances homosexuelles,, des envies secrètement assouvies,,,, ou, inversement, réprimées de telle façon à demeurer stricto sensu confinées à l'état de continence ascétique,,,,.
Une autre thèse avancée par l'auteur est que, depuis la révolution sexuelle des années 1970, les individus « invertis » trouvent d'autres refuges que l'Église catholique, ce qui est censé expliquer la baisse des vocations sacerdotales notables au cours de ces dernières décennies.

## Répercussions

### Recensions

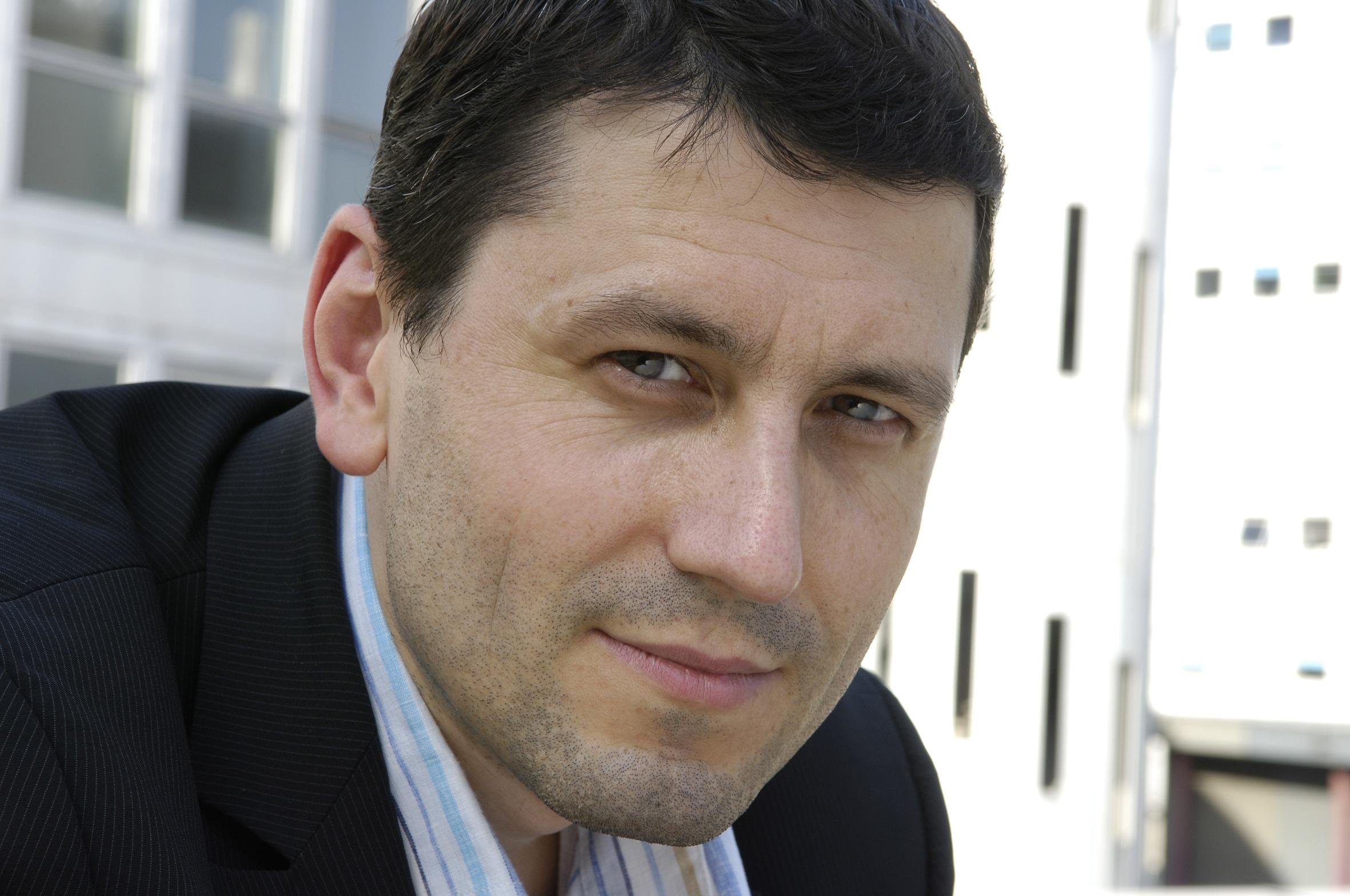
Frédéric Martel, auteur de l'ouvrage Sodoma : Enquête au cœur du Vatican.

Le livre a été lancé en exclusivité par le magazine Le Point qui en a fait sa « une » en février 2019 et plusieurs articles sur douze pages. Le Monde et Le Figaro lui consacrent de longs articles, le jour même de sa sortie,.
Le livre suscite plus d'un millier d'articles dans une soixantaine de pays, parfois critiques, souvent neutres, parfois élogieux, mais personne ne remet réellement en cause le constat de l'homosexualité dans l'Eglise, des vaticanistes, des prêtres et des journalistes — y compris ceux du Figaro, de Famille Chrétienne ou de La Croix — le confirment, mais pas sa thèse,. De son côté, Frédéric Martel répond dans un long article en anglais et en français aux critiques et aux commentaires publiés sur son livre. Un symposium en ligne des théologiens américains discute régulièrement du livre à partir de dizaines de longs papiers académiques critiques ou favorables.
Parmi les articles favorables figurent celui du célèbre historien du christianisme à Oxford, Sir Diarmaid MacCulloch, publié dans The Times, celui d'Andrew Sullivan dans New York Magazine, ou encore celui du théologien et prêtre James Alison (en) pour ABC. Parmi les articles plus critiques figure celui de l'ancien maître des Dominicains — Timothy Radcliffe — dans The Tablet.
Andrew Sullivan — dans New York Magazine — précise que bien que le contenu l'ait « stupéfié, choqué et dégoûté », la teneur de l'ouvrage, selon lui, « correspond de toute évidence à l'ostension d'une vérité manifeste. » Il souligne aussi combien « l'existence d'un tel constat permet de mieux appréhender les désillusions exprimées par le souverain pontife[Lequel ?] dont la partie centrale de l'un des discours[Quand ?][Lequel ?] pointe visiblement nombre de ses cardinaux en exercice », faisant notamment allusion à « leur double vie », ciblant plus expressément « les hypocrites qui se voilent la face dans des vies cachées et dissolues. » Sullivan conclut en postulant que « l'ultime et dernier rempart d'autorité morale que le Vatican pouvait encore espérer afficher se voit désormais anéanti par ce livre. »

### Échos

#### Critiques favorables
Sir Diarmaid MacCulloch, professeur d'histoire de l'Église à l'université d'Oxford, affirme : 

« Quand bien même l'ouvrage pourrait se parcourir comme s'il s'apparentait à une forme de journalisme à sensation, son contenu relève surtout de l'exploit au regard des moyens d'investigation auxquels il a recouru pour parvenir à ses fins [....] Toute personne se sentant proche de l'Église catholique romaine doit résolument se pencher avec tout le sérieux qui incombe au message émanant de ce livre. »

 Quant au théologien James Alison (en), il publie une longue analyse du livre d'une trentaine de pages, montrant qu'il y aurait un "avant" et un "après" ce livre qui change l'histoire du catholicisme contemporain,.
Le critique catholique du Monde et ancien chroniqueur à La Croix, Henri Tincq salue le livre dans plusieurs articles : « Je ne mesurais pas l'ampleur du phénomène » écrit-il notamment, en précisant qu'il « pèche parfois par certains récits farfelus ».
Finalement, selon le magazine catholique américain Crux le pape François aurait lu Sodoma et l'un de ses avocats chiliens aurait dit : « Le pape a lu le livre et a confirmé que c'était conforme et qu'il connaissait tout ça »" (cette information a également été confirmée par le site catholique canadien conservateur et réputé conspirationniste LifeSite).

#### Critiques défavorables
L'un des postulats de cet ouvrage, — d'ailleurs déjà envisagé auparavant par d'autres auteurs est que ceux qui pourfendent le plus l'homosexualité seraient des homosexuels non-assumés — rencontre des réticences qui s'expriment en des échos mitigés. En témoignent notamment les réserves formulées aux cours d'interventions radiophoniques diverses par des personnalités de droite radicale telles que l'essayiste et journaliste Laurent Dandrieu, l'ancien rédacteur en chef du magazine culturel Putsch Matteo Ghisalberti ou encore l'essayiste et journaliste français de droite extrême Jacques de Guillebon au cours d'un dialogue interactif relativement tendu avec l'auteur,.
Dans le même ordre d'idées, la teneur de l'ouvrage est critiquée par certaines recensions pour son aspect quelquefois caricatural, notamment lorsque l'essai sème la confusion en évoquant par exemple le cardinal Burke ou encore, parmi d'autres figures tutélaires, le secrétaire de Benoît XVI, alias Georg Gänswein,,,. Le livre est également remis en question en raison des positions abruptes qu'il défend que plusieurs critiques considèrent comme partisanes, militantes,, voire « franchement risibles ».[pas clair]

Gerard O'Connell, de la revue jésuite America, accuse l'ouvrage de se résumer à un « pamphlet » susceptible de répandre « un nuage toxique de calomnie et de suspicion à l'encontre de maints cardinaux, évêques et prêtres en fonction », ajoutant : 

« Si vous êtes fan de ragots, de commérages, d'anecdotes croustillantes et de propos salaces en tout genre que d'aucuns pourraient essaimer sur des prélats haut placés au sein de l'Église, nul doute que vous jubilerez. Toutefois si, inversement, vous appartenez à la caste de celles et ceux qui privilégient l'existence de preuves concrètes et tangibles prévalant sur fond d'enquête impartiale et scrupuleuse dont la trame ne s'égarerait pas dans des hypothèses évasives et oiseuses […], alors il va de soi que vous resterez assurément sur votre faim. »

Pour la journaliste Marie Lemonnier, la sortie du livre en librairie a lieu opportunément le jour même où s'ouvre au Vatican le sommet sur la pédophilie dans l'Église catholique voulu par le pape François qui convoque les présidents de conférences épiscopales du monde entier. Elle considère que cela porte « le risque de créer de malheureux courts-circuits entre deux sujets qui n'ont rien à voir ». Son article est cependant extrêmement positif.
Enfin, la méthode narrative de l'essai est mise en cause en cela qu'elle contiendrait un trop grand nombre d'insinuations et d'allusions sans preuves,. L'auteur a répondu à l'ensemble de ces remarques dans un long article publié dans Le Point, expliquant notamment qu'il a dû faire preuve de nuances et d'acrobaties d'écritures pour des raisons juridiques, en raison des risques d'atteinte à la vie privée ou de diffamation (le livre n'a fait l'objet d'aucun procès, ni attaque en justice, précise l'auteur). Martel précise également qu'il a été conseillé par une équipe de quatorze avocats dans une douzaine de pays, coordonnée par le français Me William Bourdon pour sécuriser son manuscrit (la liste des quatorze avocats figure à la fin de l'ouvrage). Son projet n'était pas, affirme-t-il par ailleurs, de « outer » des prélats, mais de « outer » un système, non pas des personnes mais le Vatican,.

### Succès de librairie
Bestseller en 2019 dans une quinzaine de pays, le livre figure dans la New York Times Best Seller list et, en France, reste en tête de liste et numéro un des ventes pendant huit semaines. Sodoma est désormais traduit dans plus de vingt langues et a dépassé les 700 000 exemplaires à travers le monde,,.

### Sources deSodoma
Les sources du livre, près de 300 pages, ont été publiées en ligne par l'auteur, comme annoncé dans l'ouvrage.

## Vidéographie
- Yann Barthès, « Invité : Frédéric Martel pour "Sodoma, enquête au cœur du Vatican" », Quotidien, TMC,‎ 14 février 2019 (lire en ligne [vidéo])
- Gaël Legras, Frédéric Martel, Claude Askolovitch, Nadia Daam, « Homosexualité : Hypocrisie et schizophrénie au Vatican », 28 minutes, Arte « L'Interview »,‎ 18 février 2019 (lire en ligne [vidéo])
- Xavier Lambrechts, « Sodoma, le livre sur l'homosexualité dans l'Église catholique qui scandalise le Vatican », Grand Angle, TV5 Monde Info,‎ 22 février 2019 (lire en ligne [vidéo])
- Ali Baddou interviewe Frédéric Martel, « Vatican et homosexualité : l'enquête choc », C l'hebdo, France 5,‎ 23 février 2019 (lire en ligne [vidéo]) Avec la participation d'Alain Finkielkraut.
- Natacha Polony, Thierry Ardisson, « « Qu'un évêque soit homosexuel me pose aucun problème », Frédéric Martel », Les Terriens du dimanche !, C8 « Vatican : Fifty shades of gay »,‎ 24 février 2019 (lire en ligne)
- Alexis Favre, « Scandales sexuels, loi du silence : l'Église en faillite ? », Infrarouge, Radio télévision suisse,‎ 20 mars 2019 (lire en ligne [vidéo]) Invité-es : Charles Morerod, évêque du diocèse de Lausanne, Genève et Fribourg ; Claire Jonard, coordinatrice pour le Centre romand des vocations ; Bernard Litzler, directeur de Cath-Info ; Christine Pedotti, directrice de Témoignage chrétien, journaliste, écrivaine, auteure de Qu'avez-vous fait de Jésus ? (Albin Michel, janvier 2019) ; Frédéric Martel, journaliste, sociologue, auteur de Sodoma : Enquête au cœur du Vatican (Robert Laffont, février 2019) ; Michel Kocher, directeur de Médias-pro (Office protestant des médias).
- Laurent Dandrieu, « Église universelle : l'homosexualité dans l'Église d'après Sodoma », Terres de Mission, TV Libertés, no 121,‎ 7 avril 2019 (lire en ligne [vidéo])
- Jacques de Guillebon, Matteo Ghisalberti, « Éric Morillot reçoit Frédéric Martel, auteur de Sodoma — éditions Robert Laffont », Les incorrectibles, Sud Radio,‎ 7 avril 2019 (lire en ligne [vidéo])
- (es) Fernando Paulsen (es), Escándalo en el Vaticano : Frédéric Martel, CNN Chile, coll. « Entrevista de Fernando Paulsen », 29 avril 2019, Frédéric Martel: “La homosexualidad no es el problema, es la sexualidad que está reprimida” (lire en ligne [vidéo])

## Documents annexes
- Henri Tincq, Noriane Rapin, « Vatican : les coulisses dʹune débâcle », Babel, Radio télévision suisse,‎ 9 février 2020 (lire en ligne [audio])